# Хронологія рекордів України з бігу на 10000 метрів серед чоловіків
Рекорди України з бігу на 10000 метрів визнаються Федерацією легкої атлетики України з-поміж результатів, які показали українські легкоатлети на відповідній дистанції на біговій доріжці стадіону, за умови дотримання встановлених вимог.

## Хронологія рекордів
| | Час     | Атлет                             | Місто змагань   | Дата змагань  | Примітки             | Відео |
| --- | ------- | --------------------------------- | --------------- | ------------- | -------------------- | ----- |
| 1 | 42.23,4 | Володимир Колпиков Київ           | Харків          | 12-16.08.1921 |                      |       |
| Всеукраїнська олімпіада, спортивний майданчик «Гельферіх-Саде», ф1: 1. Володимир Колпиков 42.23,4. |         |                                   |                 |               |                      |       |
| 2 | 38.54,6 | Михайло Іванов Київ               | Київ            | 03.07.1922    |                      |       |
| |         |                                   |                 |               |                      |       |
| 3 | 38.19,8 | Михайло Іванов Київ               | Харків          | 12-19.08.1922 |                      |       |
| Всеукраїнська олімпіада, ф1: Михайло Іванов 38.19,8. |         |                                   |                 |               |                      |       |
| 4 | 34.43,7 | Воробей Київ                      | Київ            | 02.09.1935    |                      |       |
| |         |                                   |                 |               |                      |       |
| 5 | 33.29,2 | Павло Савельєв Київ               | Київ            | 04.10.1935    |                      |       |
| |         |                                   |                 |               |                      |       |
| 6 | 33.22,2 | Олег Коломійцев Київ              | Харків          | 27-29.07.1937 |                      |       |
| Чемпіонат УРСР, стадіон «Динамо», ф1: 1. Олег Коломійцев 33.22,2. |         |                                   |                 |               |                      |       |
| 7 | 33.18,7 | Олег Коломійцев Київ              | Київ            | 30.08.1937    |                      |       |
| |         |                                   |                 |               |                      |       |
| 8 | 32.58,0 | Олег Коломійцев Київ              |                 | 1938          |                      |       |
| |         |                                   |                 |               |                      |       |
| 9 | 32.21,0 | Олег Коломійцев Київ              | Дніпропетровськ | 12-15.09.1940 |                      |       |
| Чемпіонат УРСР, ф1: 1. Олег Коломійцев 32.21,0. |         |                                   |                 |               |                      |       |
| 10 | 32.08,5 | Петро Сорокових Сталіно           | Харків          | 03.09.1947    |                      |       |
| |         |                                   |                 |               |                      |       |
| 11 | 31.12,2 | Петро Сорокових Сталіно           | Одеса           | 20.10.1947    |                      |       |
| |         |                                   |                 |               |                      |       |
| 12 | 30.41,2 | Петро Сорокових Сталіно           | Донецьк         | 12.08.1951    |                      |       |
| |         |                                   |                 |               |                      |       |
| 13 | 30.36,8 | Григорій Басалаєв Дніпропетровськ | Ленінград       | 30.08.1952    | [ 1 ] [ 2 ]          |       |
| Чемпіонат СРСР, Стадіон імені Кірова, ф6: 1. Олександр Ануфрієв (Горький) 29.59,6. 2. Іван Семенов (Москва) 30.24,2. 3. Василь Кривошеїн (Уфа) 30.28,4. 4. Никифор Попов (Москва) 30.32,6. 5. Іван Пожидаєв (Ленінград) 30.35,8. 6. Григорій Басалаєв 30.36,8. 7. Володимир Куц (Москва) 31.02,4. |         |                                   |                 |               |                      |       |
| 14 | 30.25,9 | Григорій Басалаєв Дніпропетровськ | Харків          | 20-24.09.1953 | [ 3 ]                |       |
| Першість ДСТ «Динамо», стадіон «Динамо», ф1: 1. Григорій Басалаєв 30.25,9. 2. Микола Євсєєв (Москва) 31.37,0. 3. Павло Жарий (Харків) 32.04,2. |         |                                   |                 |               |                      |       |
| 15 | 29.45,4 | Григорій Басалаєв Дніпропетровськ | Київ            | 23.05.1954    | [ 4 ]                |       |
| Матчева зустріч УРСР-РРФСР-БРСР-Москва-Ленінград, Республіканський стадіон імені М.Хрущова, ф1: 1. Григорій Басалаєв 29.45,4. 2. Альберт Іванов (Москва) 29.45,6. 3. Василь Кривошеїн (Уфа) 30.21,4. 4. Микола Новиков (Горьковська обл.) 30.25,0. 5. Іван Пожидаєв (Ленінград) 30.30,2. 6. Іван Семенов (Москва) 30.44,6. |         |                                   |                 |               |                      |       |
| 16 | 29.10,6 | Олександр Ануфрієв Київ           | Мінськ          | 21.05.1955    |                      |       |
| Рекорд СРСР. |         |                                   |                 |               |                      |       |
| 17 | 28.58,2 | Борис Єфімов Запоріжжя            | Рига            | 12.06.1964    | [ 5 ] [ 6 ]          |       |
| Матчева зустріч олімпійських команд профспілок, Збройних Сил, спортивних товариств «Динамо» та «Буревісник», ф2: 1. Микола Дутов (Москва) 28.54,2. 2. Борис Єфімов 28.58,2. 3. Фаїз Хузін (Перм) 28.59,4. 4. Степан Байдюк (Київ) 29.07,0. 5. Іван Мущинкін (Перм) 29.08,4. 6. Мінінакій Газієв (Омськ) 29.09,2. |         |                                   |                 |               |                      |       |
| 18 | 28.41,6 | Анатолій Скрипник Горлівка        | Київ            | 28.08.1964    | [ 7 ] [ 8 ]          |       |
| Чемпіонат СРСР, Київський Центральний стадіон, ф4: 1. Петро Болотников (Москва) 28.39,6. 2. Микола Дутов (Москва) 28.40,0. 3. Леонід Іванов (Фрунзе) 28.40,6. 4. Анатолій Скрипник 28.41,6. 5. Юрій Нікітін (Рязань) 28.47,2. 6. Анатолій Горний (Київ) 28.49,0. 7. Володимир Труфанов (Київ) 28.54,0. 8. Степан Байдюк (Одеса) 28.58,8. 9. Юрій Волков (Кривий Ріг) 29.05,6. 10. Анатолій Трофімов (Москва) 29.26,8. 11. Йонас Іванаускас (Вільнюс) 29.28,0. 12. Леонід Місік (Київ) 29.28,2. 13. Анатолій Баранов (Вільнюс) 29.28,6. 14. Грацюс Валентоніс (Каунас) 29.29,0. 15. Микола Телепун (Київ) 29.29,4. 17. Іван Мущинкін (Перм) 29.38,0. |         |                                   |                 |               |                      |       |
| 19 | 28.40,6 | Анатолій Скрипник Горлівка        |                 | 1964          |                      |       |
| |         |                                   |                 |               |                      |       |
| 20 | 28.35,4 | Борис Єфімов (Запоріжжя)          | Ленінград       | 21.07.1968    | [ 9 ] [ 10 ]         |       |
| Меморіал братів Знаменських, Стадіон імені Леніна, ф6: 1. Юрген Хаазе 28.04,4. 2. Кіпчоге Кейно 28.06,4. 3. Микола Свиридов 28.09,0. 4. Леонід Микитенко 28.12,4. 5. Владислав Аланов 28.23,8. 6. Борис Єфімов 28.35,4. 7. Антс Нурмеківі 28.45,4. 8. Едвард Ставяж 28.54,2. 9. Павло Андреєв 28.59,0. 10. Маріс Гайліс 28.59,4. 12. Ніколае Мустата 29.00,8. 14. Микола Дутов 29.03,0. 15. Хенрік Шутко 29.03,8. 17. Сагіт Ільясов 29.25,0. 18. Віталій Сірман 29.28,0. |         |                                   |                 |               |                      |       |
| 21 | 28.13,8 | Степан Байдюк Київ                | Москва          | 11.06.1969    | [ 11 ] [ 12 ] [ 13 ] |       |
| Міжнародні змагання на призи газети «Правда», Центральний стадіон імені Леніна, ф2: 1. Юрген Хаазе 28.08,2. 2. Степан Байдюк 28.13,2. 3. Микола Дутов 28.40,8. 4. Юрген Буш 28.51,4. 5. Леонід Іванов 28.58,2. 6. Анатолій Бездєлов 28.59,2. 9. Мечислав Коржець 29.36,6. |         |                                   |                 |               |                      |       |
| 22 | 28.07,8 | Павло Андреєв Львів               | Аугсбург        | 23.06.1972    | [ 14 ]               |       |
| Матчева зустріч СРСР-ФРН, Розенауштадіон, ф2: 1. Рашид Шарафетдинов 28.06,0. 2. Павло Андреєв 28.07,8. 3. Анатолій Бадранков 28.09,2. 4. Манфред Летцеріх 28.14,41. |         |                                   |                 |               |                      |       |
| 23 | 27.59,8 | Павло Андреєв Львів               | Москва          | 10.07.1973    | [ 15 ]               |       |
| Чемпіонат СРСР, Центральний стадіон імені Леніна, ф2: 1. Микола Свиридов (Воронеж) 27.58,6. 2. Павло Андреєв 27.59,8. 3. Вадим Мочалов (Фрунзе) 28.15,8. 4. Пятрас Шимонеліс (Каунас) 28.15,8. 5. Рашид Шарафетдинов (Ленінград) 28.29,6. 6. Валентин Циркунов (Ленінград) 28.30,2. 7. Микола Кудинський (Київ) 28.35,8. 8. Віктор Балашов (Вінниця) 28.40,0. 9. Марат Ярулін (Уфа) 28.40,4. 10. Геннадій Хлистов (Рига) 28.43,0. 11. Сатимкул Джуманазаров (Фрунзе) 28.44,0. 12. Валентин Зотов (Мінськ) 28.50,0. 13. Юрій Лаптєв (Алма-Ата) 28.51,0. 14. Василь Петрухін (Московська обл.) 28.52,0. 15. Євген Власов (Ленінград) 28.53,2. 16. Віктор Закіров (Свердловська обл.) 28.53,2. 17. Анатолій Петров (Чебоксари) 28.56,0. 18. Віктор Ахметзянов (Перм) 28.57,0. 19. Володимир Храмов (Ташкент) 29.02,2. |         |                                   |                 |               |                      |       |
| 51 рік, 250 днів від дати встановлення |         |                                   |                 |               |                      |       |